# Сан-Джорджо-ин-Велабро (титулярная диакония)
Титулярная диакония Сан-Джорджо-ин-Велабро (лат. Diaconia Sancti Georgii in Velabro) — титулярная церковь была учреждена Папой Григорием I Великим около 590 года на древнем Бычьем форуме в IX районе Рима (Августа). Базилика, которой принадлежит титулярная диакония, восходит к VII веку, была построена на руинах оратории V или VI века. Согласно Liber Pontificalis, Папа Захарий пожертвовал главу Святого Георгия этой диаконии. Диакония принадлежит церкви Сан-Джорджо-ин-Велабро, расположенной в районе Рима Рипа, на виа дель Велабро.

## Список кардиналов-дьяконов и кардиналов-священников титулярной диаконии Сан-Джорджо-ин-Велабро
- Личинио Савелли — (1075 — 1088, до смерти);
- Раньеро — (1088 — 1099, до смерти);
- Бобоне — (1099 — 1107, до смерти);
- Росимано Сансеверино OSBCas — (1106 — 1128, до смерти);
- Рустико де Рустичи — (1128 — 1130, до смерти);
- Одоне Фаттибони — (1130 — 1162/1165, до смерти);
- Манфред, O.S.B. — (1163 — 1173, до смерти);
- Марцелл — (1173 — 1174, до смерти);
- Райнеро да Павия — (1174 — 1182, до смерти);
- Ридольфо Нигелли — (1185 — 1188, до смерти);
- Романо Бобоне — (1188 — 1189, назначен кардиналом-епископом Порто);
- Грегорио Карелли — (сентябрь 1190 — 30 мая 1211);[1]
- Бертрандо Савелли — (18 февраля 1212 — июль 1216, до смерти);
  - вакантно (1216—1219);
- Пьетро Капуано младший, племянник и тёзка Пьетро Капуано — (апрель/октябрь 1219 — после 26 февраля 1236, до смерти);[2]
- Пьетро Капоччи — (28 мая 1244 — 19 мая 1259, до смерти);
  - вакантно (1259—1261);
- Гоффредо да Алатри — (17 декабря 1261 — 1287, до смерти);
- Пьетро Перегроссо — (16 мая 1288 — 1289, назначен кардиналом-священником Сан-Марко);
  - вакантно (1289—1295);
- Джакомо Каэтани Стефанески — (17 декабря 1295 — 23 июня 1341 года)
  - вакантно (1341—1350);
- Жан де Караман — (17 декабря 1350 — 1 августа 1361, до смерти);
- Гийом Брагоз — (17 сентября 1361 — 6 декабря 1362, назначен кардиналом-священником Сан-Лоренцо-ин-Лучина);
  - вакантно (1362—1371);
- Джакомо Орсини — (30 мая 1371 — 13 августа 1379, до смерти);
  - вакантно (1379—1381);
- Пьетро Томачелли — (21 декабря 1381 — 20 мая 1385, назначен кардиналом-священником Сант-Анастазия, затем избран Папой Бонифацием IX);
- Петр Люксембургский — (15 апреля 1385 — 2 июля 1387, до смерти — псевдокардинал антипапы Климента VII);
- Галеотто Тарлати ди Петрамала — (5 мая 1388 — 1400, до смерти);
  - вакантно (1400—1404);
- Мигель де Сальба — (9 мая 1404 — 24 августа 1406, до смерти — псевдокардинал антипапы Бенедикта XIII);
- Оддоне Колонна — (12 июня 1406 — 11 ноября 1417, избран Папой Мартином V);
- Карлос Жордан де Урриес и Перес Саланова (1 августа 1418 — 8 октября 1420);
  - вакантно (1420—1430);
- Просперо Колонна — (8 ноября 1430 — 24 марта 1463, до смерти);
  - вакантно (1463—1477);
- Рафаэль Сансони Риарио — (12 декабря 1477 — 5 мая 1480, назначен кардиналом-дьяконом Сан-Лоренцо-ин-Дамазо);
  - вакантно (1480—1517);
- Франчотто Орсини — (6 июля 1517 — 1519, назначен кардиналом-дьяконом Санта-Мария-ин-Козмедин);
  - вакантно (1519—1528);
- Джироламо Гримальди — (27 апреля 1528 — 27 ноября 1543, до смерти);
- Джироламо Реканати Каподиферро — (9 января 1545 — 1 декабря 1559, до смерти);
- Джованни Антонио Сербеллони — титулярная диакония pro hac vice (14 февраля 1560 — 12 апреля 1570, назначен кардиналом-священником Сан-Пьетро-ин-Винколи);
- Маркус Ситтикус фон Гогенэмс — титулярная диакония pro hac vice (12 апреля 1570 — 3 октября 1577, назначен кардиналом-священником Санта-Мария-дельи-Анджели-э-деи-Мартири);
- Джованни Винченцо Гонзага, O.S.Io.Hier. — (21 ноября 1578 — 19 декабря 1583, назначен кардиналом-дьяконом Санта-Мария-ин-Козмедин);
- Франческо Сфорца — (6 января 1584 — 29 июля 1585, назначен кардиналом-дьяконом Сан-Никола-ин-Карчере);
  - вакантно (1585—1587);
- Бенедетто Джустиниани — (14 января — 11 сентября 1587, назначен кардиналом-дьяконом Сант-Агата-алла-Субурра);
  - вакантно (1587—1591);
- Оттавио Аквавива д’Арагона старший — (5 апреля 1591 — 15 марта 1593, назначен кардиналом-священником Санта-Мария-дель-Пополо);
- Чинцио Пассери Альдобрандини — (11 октября 1593 — 1 июня 1605, назначен кардиналом-священником Сан-Пьетро-ин-Винколи);
- Орацио Маффеи — титулярная диакония pro hac vice (9 октября 1606 — 7 февраля 1607, назначен кардиналом-священником Санти-Марчеллино-э-Пьетро);
  - вакантно (1607—1611);
- Джакомо Серра — (12 сентября 1611 — 28 сентября 1615, назначен кардиналом-священником Санта-Мария-делла-Паче);
  - вакантно (1615—1624);
- Пьетро Мария Боргезе — (13 ноября 1624 — 24 августа 1626, назначен кардиналом-дьяконом Санта-Мария-ин-Козмедин);
  - вакантно (1626—1643);
- Джованни Стефано Донги — (31 августа 1643 — 14 мая 1655, назначен кардиналом-дьяконом Сант-Агата-алла-Субурра);
- Паоло Эмилио Рондинини — (14 мая 1655 — 6 марта 1656, назначен кардиналом-дьяконом Санта-Мария-ин-Козмедин);
- Джанкарло Медичи — (6 марта 1656 — 23 января 1663, до смерти);
- Анджело Чельси — (11 февраля 1664 — 14 мая 1668, назначен кардиналом-дьяконом Сант-Анджело-ин-Пескерия);
- Сиджизмондо Киджи — (19 мая 1670 — 30 апреля 1678, до смерти);
- Паоло Савелли — (30 апреля 1678 — 15 ноября 1683, назначен кардиналом-дьяконом Санта-Мария-ин-Козмедин);
  - вакантно (1683—1686);
- Фульвио Асталли — (30 сентября 1686 — 17 мая 1688, назначен кардиналом-дьяконом Санта-Мария-ин-Козмедин);
- Гаспаро Кавальери — (17 мая 1688 — 28 ноября 1689, назначен кардиналом-дьяконом Сант-Анджело-ин-Пескерия);
- Джузеппе Ренато Империали — (10 апреля 1690 — 9 декабря 1726), титулярная диакония pro hac vice (9 декабря 1726 — 17 ноября 1732, назначен кардиналом-священником Сан-Лоренцо-ин-Лучина);
- Агапито Моска — (17 ноября 1732 — 11 марта 1743, назначен кардиналом-дьяконом Сант-Агата-алла-Субурра);
- Просперо Колонна ди Шарра — (23 сентября 1743 — 16 февраля 1756, назначен кардиналом-дьяконом Санта-Мария-ад-Мартирес);
  - вакантно (1756—1759);
- Никола Перелли — (19 ноября 1759 — 24 февраля 1772, до смерти);
- Антонио Казали — (19 апреля 1773 — 17 февраля 1777, назначен кардиналом-дьяконом Санта-Мария-ад-Мартирес);
- Ромоальдо Гвиди — (20 июля 1778 — 23 апреля 1780, до смерти);
- Винченцо Мария Альтьери — (2 апреля 1781 — 23 апреля 1787, назначен кардиналом-дьяконом Сант-Анджело-ин-Пескерия);
  - вакантно (1787—1794);
- Джованни Ринуччини — (12 сентября 1794 — 28 декабря 1801, до смерти);
  - вакантно (1801—1823);
- Томмазо Риарио Сфорца — (16 мая — 17 ноября 1823, назначен кардиналом-дьяконом Санта-Мария-ин-Домника);
  - вакантно (1823—1838);
- Джузеппе Уголини — (15 февраля — 13 сентября 1838, назначен кардиналом-дьяконом Сант-Адриано-аль-Форо);
  - вакантно (1838—1856);
- Франческо Медичи ди Оттаяно — (19 июня 1856 — 11 октября 1857, до смерти); 
  - вакантно (1857—1866);
- Антонио Маттеуччи — (25 июня 1866 — 9 июля 1866, до смерти);
  - вакантно (1866—1874);
- Томмазо Мария Мартинелли, O.E.S.A. — (16 января 1874 — 17 сентября 1875, назначен кардиналом-священником Санта-Приска);
  - вакантно (1875—1879);
- Джон Генри Ньюмен, Orat. — (15 мая 1879 — 11 августа 1890, до смерти); 
  - вакантно (1890—1914);
- Фрэнсис Гаскей, O.S.B. — (28 мая 1914 — 6 декабря 1915, назначен кардиналом-дьяконом Санта-Мария-ин-Портико-Кампителли);
  - вакантно (1915—1923);
- Луиджи Синчеро — (25 мая 1923 — 17 декабря 1928), титулярная диакония pro hac vice (17 декабря 1928 — 13 марта 1933, назначен кардиналом-епископом Палестрины);
- Джованни Меркати — (18 июня 1936 — 23 августа 1957 года, до смерти);
- Андре-Дамьен-Фердинанд-Жюльен, P.S.S. — (18 декабря 1958 — 11 января 1964, до смерти); 
  - вакантно (1964—1967);
- Бенно Вальтер Гут, O.S.B. — (29 июня 1967 — 8 декабря 1970, до смерти);
- Серджо Пиньедоли — (5 марта 1973 — 15 июня 1980, до смерти);
  - вакантно (1980—1985);
- Альфонс Мария Штиклер, S.D.B. — (25 мая 1985 — 29 января 1996), титулярная диакония pro hac vice (29 января 1996 — 12 декабря 2007, до смерти);
- Джанфранко Равази — (20 ноября 2010 — 3 мая 2021), титулярная диакония pro hac vice (3 мая 2021 — по настоящее время).